# Кроне, Рудольф
Рудо́льф Кро́не (нем. Rudolf Krohne; 6 сентября 1876 — 17 июня 1953) — немецкий политик времён Веймарской республики, бывший министр транспорта.

## Образование и карьера
После получения аттестата зрелости продолжил обучение в университетах в Лозанне, Марбурге и Берлине, который он окончил в 1898 году сдачей первого юридического государственного экзамена и получением степени доктора юридических наук. Работал в прусской судебной структуре. В 1903 году сдаёт второй юридический госэкзамен, в 1911 становится старшим государственным чиновником, с 1917 года действовал как тайный советник, входил в состав Исполнительного совета прусского министерства общественных работ. В 1921 году занимал пост прусского министра транспорта.
Кроне состоял в браке с Эдит Мюзер, с которой у него было 2 сына.

## Министерские должности
С 1923 года Кроне был статс-секретарём имперского министерства транспорта, а 11 октября 1924 года вошёл в правительство канцлера Вильгельма Маркса министром транспорта. Сохранил свой титул и при следующем канцлере — Гансе Лютере. Кроме этого, временно руководил министерством экономики. В третьем кабинете Маркса также занимался транспортным ведомством вплоть до роспуска правительства 28 января 1927 года.

## Награды
- Большой крест ордена «За заслуги перед ФРГ» со звездой и плечевой лентой (1952 год)

## Публикации
- Rudolf Krohne. Der Zusammenbruch und der Wiederaufbau der deutschen Seeschiffahrt (нем.). — Berlin, 1928.